# Rüdiger Bubner
Rüdiger Bubner (Lüdenscheid, 9 maggio 1941 – Heidelberg, 9 febbraio 2007) è stato un filosofo tedesco.
Dopo aver studiato filologia classica e filosofia presso le Università di Tubinga, Vienna Heidelberg e Oxford, ha insegnato filosofia, a partire dal 1973, nelle Università di Francoforte, Tubinga e infine presso la Ruprecht Karl Universität di Heidelberg.

## Vita
Dopo aver ottenuto il dottorato a Heidelberg con Hans Georg Gadamer e Jürgen Habermas grazie alla presentazione della dissertazione Fenomenologia, riflessione ed esistenza cartesiana nel concetto di coscienza di J.P. Sartre, nel 1973 diventa professore di filosofia a Francoforte sul Meno. Dal 1979 ha insegnato presso l'Università di Tubinga e in seguito, dal 1996, a Heidelberg.
Bubner è stato presidente della Associazione Internazionale per la promozione dello studio della filosofia di Hegel, membro dell'Accademia delle Scienze di Heidelberg e dottore onorario della facoltà di Teologia dell'università di Friburgo. Nel 2005 ha ricevuto la laurea honoris causa dalla Facoltà di Teologia dell'Università di Friburgo (Svizzera).
Si è occupato in particolare delle figure di Platone, Aristotele e di idealismo tedesco. I suoi campi d'indagine sono stati, in particolare, l'ermeneutica filosofica, la filosofia del linguaggio e la filosofia politica e pratica.
Le sue ricerche e pubblicazioni negli anni iniziali della sua carriera sono dedicati in particolare alla filosofia dell'idealismo tedesco e allo studio della filosofia antica. Alla fine degli anni settanta, Bubner viene chiamato ad insegnare presso l'Università di Tubinga. Dopo quasi un ventennio, da Tubinga, per volere del suo maestro Hans Georg Gadamer (del quale diventerà in qualche modo l'erede), inizia ad insegnare ad Heidelberg, nel 1996.
A partire da quell'anno Bubner diventa socio fondatore con Gadamer della rivista Neuen Hefte für Philosophie e coeditore del periodico Philosophischen Rundschau
Alla morte di Gadamer, avvenuta nel 2002, Bubner rimane l'unico rappresentante dell'ermeneutica ad Heidelberg.
La sua produzione e i suoi studi risentono dell'influenza di Platone, Aristotele ed Hegel nei campi d'indagine a lui più propri: la filosofia pratica, l'etica, la politologia.

## Opere
- Kritische Fragen zum Ende des französischen Existentialismus, in «Philosophische Rundschau», 14, 1967, pp. 241–58.
- Zur Platonischen Problematik von Logos und Schein, in Das Problem der Sprache, Atti del Deutscher Kongress für Philosophie (Heidelberg, 1966), a cura di H.G. Gadamer, München, Wilhem Fink Verlag, 1967, pp 129–39.
- Die Einheit in Wittgensteins Wandlungen, in «Philosophische Rundschau», 15, 1968, pp 129–59.
- Einleitung, in Sprach und analysise, a cura di R. Bubner, Göttingen, Vandenhoeck und Ruprecht, 1968.
- Problemgeschichte und systematischer Sinn einer Phänomenologie, in «Hegel-Studien», 1969, 129-59.
- Was ist kritische Theorie?, in «Philosophische Rundschau», 16, 1969, n 3/4, pp. 213–249; e in Hermeneutik und Ideologiekritik, a cura di J. Habermas, Frankfurt am Main, Suhrkamp Verlag, 1971 (trad. it. Ermeneutica e critica dell'ideologia, a cura di G. Ripanti, Brescia, Editrice Queriniana, 1979).
- Hermeneutik und Dialektik. Aufsätze. H.G. Gadamer z. 70 Geburtstag, a cura di R. Bubner, K. Cramer, R. Wiehl, Tübingen, Mohr, 1970. Il saggio di Bubner: Philosophie ist ihre Zeit, in Gedanken erfasst, in ibid., pp. 317–342, è presente anche in Hermeneutik und Ideolgiekritik cit. e relativa trad. it. Ermeneutica cit..
- La philosophie et ses apparences, in Hegel. L'ésprit objectif, l'unité de l'histoire, Atti del III Congrès international de l'Association pour l'étude de la philosophie de Hegel (Lille, 8-10 aprile 1968), Lille, Association des publications de la Faculté Des Lettres et Sciences humaines, 1970, pp 65–81.
- G.W.F. Hegel, Vorlesungen über die Ästhetik, a cura di R. Bubner, Stuttgart, Reclam, 1971.
- Theorie und Praxis – eine nachhegelsche Abstaktion, Frankfurt am Main, Vittorio Kolstermann, 1971.
- Action and reason; Aristotle vs Kant, in Lewis White Beck, Proceedings of the 3rd international congress, Dordrehct, Reidel, 1972, pp. 225–233.
- Action and reason, in «Ethics», Chicago, 1972-73, pp 224–36.
- Das Älteste Systemprogramm. Studien z. Frühgeschichte d. dt. Idealismus, Hegel-Tage Villigst 1969, a cura di R. Bubner, Bonn, Bouvier, 1973.
- Dialektik und Wissenschaft, Frankfurt am Main, Suhrkamp, 1973.
- Dialettica ed epistemologia, in «Il Pensiero», trad. it. a cura di G. Carchia, 1973 (18), pp. 3–17.
- Über einige Bedingungen gegenwärtiger Ästhetik, in «Neue Hefte für Philosophie», Göttingen, 1973, (5), 38-73.
- Zur Struktur eines transzendentalen Arguments, in Atti del IV Internationalen Kant-Kongresses (Mainz, 6-10 aprile 1974), a cura di G. Funke, Berlin, New York, de Gruyter, 1974, pp. 15–27.
- Summation (of symposium on 'theory and practice'), in «Cultural-Hermeneutics», 1975, 2, pp. 359–362.
- Kant, transcendental argument and the problem of deduction, in «Review of Metaphysics», 1975, 28, pp. 453–467.
- Theory and practice in the light of the hermeneutic-criticist controversy, in «Cultural-Hermeneutics», 1975, 2, pp. 337–352, e Summation, p. 359-62.
- Responses to 'hermeneutics and social science', in «Cultural-Hermeneutics», 1975, 2.
- Antike Wissenschaftstheorie, in «Philosophische Rundschau», 1975, 21.
- Zur Stuktur dialektischer Logik, in Referate des X. Internationalen Hegel-Kongresses in Moskau, Köln, Rahl-Rugenstein Verlag, 1975, p. 137-43.
- Stukturprobleme dialektischer Logik, in Der Idealismus und seine Gegenwart, Hamburg, Felix Meiner Verlag, 1976, p. 36-52.
- Handlung, Sprache und Vernunft. Grundbegriffe praktischer Philosophie. Neuausgabe mit einem Anhgang, Frankfurt am Main, Suhrkamp, 1976, trad. It. Azione, linguaggio e ragione. I concetti fondamentali della filosofia pratica, Bologna, Il Mulino, 1985.
- La philosophie hégélienne, est-elle une rhéologie sécularisèe?, in Herméneutique de la sécularisation, Actes du colloque organisé par le Centre International d'Étude Humanistes et par l'Institut d'Étude Philosophiques de Rome, (Rome, 3-8 Janvier 1976), Paris, Aubier-Montaigne, 1976; e in «Archivio di Filosofia», Roma, 1976, (22-3), pp. 277–285.
- Eine Renaissance der praktischen Philosophie, in «Philosophische Rundschau», 1976, 22, p. 1-34.

1977
- Deux erreurs persistantes de la philosophie des jeunes Hégéliens, in «Les Études Philosophiques», Paris, 1977, (3), 333-45.
- Aristoteles oder die Geburt der Ontologie aus dem Geist der Sprache, in «Philosophische Rundschau», 1977, 24, pp. 177–186.
- Was kann soll und darf Philosophie?, in Wozu Philosophie?, Stellungnahmen eines Arbeitskreises, herausgegeben von H. Lübbe, Berlin-New York, Walter de Gruyter, 1978, pp. 1–16.
- Hegel ung Goethe, Heidelberg, Winter, 1978.
- Norme et histoire, in «Religione e Politica», scritti di V. Mathieu, M.M. Olivett ecc. («Archivio di Filosofia», Roma, 1978, 2-3, 1976) Padova, CEDAM, 1978, pp. 299–309.
- Geschichte der Philosophie in Text und Darstellung, Bd VI: Deutscher Idealismus, Stuttgart, Reclam, 1978 (riedizione del 1992).
- Norm und Geschichte, in «Neue Hefte für Philosophie», Göttingen, 1979, (17), pp. 109–25.
- Geschichte der Philosophie in Text und Darstellung, Bd V: Rationalismus, Stuttgart, Reclam, 1979 (riedizione del 1990.).
- Transcendentalism and protoscience, in R-P. Horstmann, Transcendental arguments and science, Boston, Reidel, 1979, pp. 191–5.
- Zur Sache der Dialektik, Stuttgart, Reclam, 1980.

Geschichte der Philosophie in Text und Darstellung, Bd IV: Empirismus, Stuttgart, Reclam, 1980(riedizione 1991).
- Grenzenbeschreibung. Geschpräche mit Philosophen, unter Mitwirkung von M. Von Brentano, R. Bubner etc.., Hrsg u. Mit. J. Schickel, Hamburg, Felix Meiner Verlag, 1980.
- Hegel's aesthetics yesterday and today, in W.E. Steinkraus, Art and logic in hegel's philosophy, Atlantic Highlands NJ, Humanities-pr, 1980, pp. 15–34.
- Philosophisches über Marionetten, in «Kleist-Jahrbuch», 1980.
- L'autoréférence comme structure des arguments transcendantaux, in «Etudes philosophiques», 1981: oct./déc.

A. von Cieszkowski, Prolegomena zur Historiosophie, mit ed Einl. von R. Bubner, Hamburg, Meiner, 1981.
- Geschichte der Philosophie in Text und Darstellung, Bd VIII: 20.Jahrhundert, Stuttgart, Reclam, 1981
- Hermeneutics. Understanding or edification?, in «Philosophical Topics», 1981, 12, Suppl., pp. 67–89.

Anche in: «Phenomenology and the Human Sciences», Denver, Colo, 1981, 12, Suppl., pp. 37–48.
- Norme et histoire, in «Critique», 1981, 37, pp. 929–49.
- Habermas's concept of critical theory, in D. Held,
- Habermas: critical debates, Cambridge, Mit-pr, 1982, pp. 42–56.
- On Hegel's significance for the social sciences, in «Graduate faculty philosophy journal», 1982, 8, pp. 1–35.

Anche in Hegel and the sciences, Dordrecht, Reidel, 1984, pp. 143–59.
- Rationalität als Lebensform, in «Merkur», 1982: Apr., 36:4.
- Geschichte der Philosophie in Text und Darstellung, Bd II: Mittelalter, Stuttgart, Reclam, 1978 (riedizione del 1994).
- Warum brauchen wir eine Theorie ästhetischer Erfahrung? (Hans Robert Jauss), in «Merkur», 1983: Okt., 37:7.
- Josef Bleicher, "Contemporary Hermeneutics" (Book Review), in «Philosophical Review», 1983: July, 92:3.
- Adornos Negative Dialektik, in Adorno-Konferenz 1983, Frankfurt am Main, Suuhrkamp, 1983, pp. 35–40.
- Nijmegen studies in the philosophy of nature and its sciences, in New languages in scientific evolution, Nijmegen, Katholieke Universuteit, 1983.
- Geschichtsprozesse und Handlungsnormen.Untersuchungen zur praktischen Philosophie, Frankfurt am Main, Suhrkamp, 1984.
- On hegel's significance for the social sciences, in R.S. Cohen, Hegel and the sciences, Boston, Reidel, 1984, pp. 143–159.
- Philosophie. Eine Kolumne (Hegel, R. Rorty, H. Putnam), in «Merkur», 1984: Juni, 38:4, pp. 432–7.
- Geschichte der Philosophie in Text und Darstellung, Bd III: Renaissance und früe Neuzeit, Stuttgart, Reclam, 1984.
- Rationalität, Lebensform und Geschichte, in AA. Vv., Rationalität. Philosophische Bemerkungen, Frankfurt am Main, Suhrkamp, 1984, pp. 198–217, trad. it., Razionalità, forma di vita e storia, in Etiche in dialogo. Tesi sulla razionalità pratica, a cura di T. B. Vasconcelos e M. Calloni, Genova, Marietti, 1990.
- Geschichte der Philosophie in Text und Darstellung, Bd VII: 19. Jahrhundert: Positivismus, Historismus, Hermeneutick, Stuttgart, Reclam, 1985.
- Über Argumente in der Philosophie, in «Neue Hefte für Philosophie», 26, 1986, pp. 34–54, trad. it. Che cos'è un'argomentazione filosofica?, contenuto in La filosofia oggi, tra ermeneutica e dialettica, a cura di E. Berti, Roma, Edizioni Studium, 1987.
- Moderne Ersatzfunktionen des Ästhetischen, in «Merkur», 1986: Feb., 40:2.
- Moralität und Sittlichkeit – die Herkunft eines Gegensatzes, in Moralität und Sittlichkeit. Das Problem Hegels und die Diskursethik, Frankfurt am Main, Suhrkamp, 1986, pp. 64–84.
- Wohin tendiert die analytische philosophie?, in «Philosophische Rundschau»,1987, 34, pp. 257–281.

Si veda anche:
K.O. Apel, G. Bien, R. Bubner, Podiumdiskussion (zum Kongressthema «Moralität und Sittlichkeit»), in «Hegel Jahrbuch», 1987, pp. 1348.
- Moralité et "sittlichkeit". Sur l'origine d'une opposition, in «Revue Internationale de Philosophie», 1988, 42, pp. 341–360.
- Essays in hermeneutics and critical theory, (R. Bubner and E. Matthews), Columbia Univ-pr, New York, 1988.
- Ästhetisce Erfarung, Frankfurt am Main, Suhrkamp, 1989, trad. it. Esperienza estetica, Torino, Rosenberg & Sellier, 1992.
- Dialektik als Topik. Bausteine zu einer lebensweltlichen Theorie der Rationalität, Frankfurt am Main, Suhrkamp, 1990.
- Die Trennung von Natur und Geist, herausgegeben von R. Bubner, B. Gladigow, W. Haug, München, Wilhhelm Fink Verlag, 1990.
- Philosophen und die deutsche Einheit, in «Merkur» 1990: Okt./Nov., 44:10/11.

Anche in «Philosophische Rundschau», 1991, 38: 1/2.
- «Temps et récit» de Paul Ricoeur en débat, contribution de J-P.Bobillot, R. Bubner, ecc. Paris, Ed.du Cerf, 1990.
- Metaphysik und Erfahrung, in Herméneutique et ontologie, Paris, Presses Universitaires de France, 1990, pp. 345–362.
- B. Sandkaulen-Bock, Ausgang vom Unbedingten. Über den Anfang in der Philosophie Schellings. Verantw. Hrsg. Dieses Bandes: R. Bubner (Neue Studien zur Philosophie, 2), Göttingen, Vandenhoeck und Ruprecht, 1990.
- Zur Wirkung der anlytischen Philosophie in Deutschland, in Die sogg. Geisteswissenschaften: Innenansichten, a cura di W. Prinz, P. Weingart, Frankfurt am Main, Suhrkamp, 1990, pp. 448–458, trad. it., La convergenza fra filosofia analitica e filosofia ermeneutica, in Filosofia analitica e continentale, a cura di S. Cremaschi, Firenze, La Nuova Italia, 1997, pp. 197–208.
- Metaphysik und Erfahrung, in «Neue Hefte für Philosophie», 1991, n. 30/31, pp. 1–14.
- Metaphysik und Erfahrung, Beitr. von R. Bubner, Göttingen, Vandenhoeck und Ruprecht, 1991.
- Hegel and the End of History, in «Bulletin of the Hegel Society of Great Britain», 1991, 23-24, pp. 15–23.
- Macht und Meinung: die rhetorische Konstitution der politischen Welt, Göttingen, Vandenhoeck und Ruprecht, 1992.
- Geschichtswissenschaft und Geschichtsphilosophie, in «Saeculum», 1992, 44, n. 1, 54-65.
- Antike Themen und ihre moderne Verwandlung, Frankfurt am Main, Suhrkamp, 1992.
- Zwischenrufe. Aus den bewegten Jahren, Frankfurt am Main, Suhrkamp, 1993.
- Langage et politique, in Aristote politique. Études sur la “Politique” d'Aristote, sous la direction de P. Aubenque Paris, Presses Universitaires de France, 1993, pp 351–365.
- Geschichte der Philosophie in Text und Darstellung, Bd I: Antike, Stuttgart, Reclam, 1993.
- Über das Symbolische in der Politik, in «Deutsche Zeitschrift für Philosophie», 1993, 41, n. 1, 119-126.
- Linguaggio e politica, in C. Vigna, L'etica e il suo Altro, Milano, Franco-Angeli, 1994, pp. 228–239.
- On the Ground of Understanding, in Hermeneutics and Truth, a cura di B. Wachterhauser, Evanston, Northwestern University Press, 1994.
- La rinascita della filosofia pratica in Germania, in «Ragion Pratica» 2 (1994), n. 2., pp. 187–199.
- Dieu chez Aristote et Schelling, in Le dernier Schelling. Raion et positivité, a cura di J.F. Cortine et J.F. Parquet, Paris, J. Vrin, 1993, pp. 117–129.
- Die Idee der Wissenschaft unter heutigen Bedingungen, in «Saeculum», 1994, 45, n. 2, 332-338.
- Quanto è importante la soggettività?, in «Iride» 1995, 8(16), pp. 603–614.
- Plato, Justice, and Pluralism, in «European Journal of Philosophy», 1995, 3(2), pp. 119–131.
- Die Entdeckung Platons durch Schelling, in «Neue Hefte für Philosophie» 1995, 35, pp. 32–55.
- Innovationen des Idealismus, Göttingen, Vandenhoeck und Ruprecht, 1995.
- Welche Rationalität bekommt der Gesellschaft? Vier Kapitel aus dem Naturrecht, Frankfurt am Main, Suhrkamp, 1996.
- The Modern Dilemma of Political Theory, in R.Lilly (a cura di), The Ancients and the Moderns, Bloomington, Indiana University Press, 1996.
- Gedanken über die Zukunft der Philosophie, in «Deutsche Zeitschrift für Philosophie», 44 (1996), n. 5, pp. 743–757.
- Concerning the Central Idea of Adorno's Philosophy, a cura di T. Huhn e L. Zuidervaart, Cambridge (Mass.), The MIT University Press, 1997, pp. 147–75.
- Versuch eines Überblicks uber die Modernitatsproblematik, in «Philosophische Rundschau», 1997, 44(3), pp. 191–207.
- R. Bubner (a cura di), German idealist philosophy, London, New York, Penguin Books, 1997.
- La découvert de Platon par Schelling, in Images de Platon et lectures de ses oeuvres. Les interprétations de Platon à travers les siècle, Louvain, Paris, ÉditionsPeeters, 1997, pp. 257–282.
- Noch einmal Maximen, in «Deutsche Zeitschrift für Philosophie» 1998, 46(4), pp. 551–561.
- Die Metaphysik im Hintergrund der Unterscheidung des Transzendentalen vom Spekulativen, in Amicus Plato magis amica veritas, Berlin, New York, de Gruyter, 1998, pp. 48–59.
- Drei Studien zur politischen Philosophie, Heidelberg, Winter, 1999.
- Eine Kommentierung Hegels, in «Philosophische Rundschau» 2000, 47(4), pp. 265–278.
- Zur Dialektik der Toleranz, in Toleranz. Philosophische Grundlagen und gesellschaftliche Praxis einer umstrittenen Tugend, Frankfurt am Main, New York, Campus, 2000, pp. 45–59.
- Hegel am Jahrhundert, in Die Weltgeschichte-das Weltgericht?, Atti dello Stuttgarter Hegel-Kongress 1999, Stuttgart, Klett-Cotta, 2001.
- Sein, das verstanden werden kann, ist sprache, in Sein, das verstanden werden kann, ist sprache, Frankfurt am Main, Suhrkamp, 2001, p. 9-12.
- Von der Aufforderung zur Anerkennung, in Subjekt und Metaphysik, Göttingen, Vandenhoeck und Ruprecht, 2001, pp. 61–69.
- Bildung and Second Nature, in N.H. Smith (a cura di), Reading McDowell: On Mind and World, London, Routledge-Kegan-Paul, 2002, pp. 209–216. Pubblicato anche in ibid., New York, Routledge, 2002, pp. 209–216.
- Polis und Staat. Grundlinien der politischen Philosophie, Frankfurt am Main, Suhrkamp, 2002.